# For You, For Me Tour
For You, For Me er en koncertturne af den australske sangerinde Kylie Minogue. Dette er Minogues første turné i Nordamerika. Koncerten har fået meget gode anmeldelser fra musik kritikere. Turnéen tjent over tre millioner dollars.

## Sporliste
1. "Overture" (indeholder elementer af "Over the Rainbow", "Somewhere" og "The Sound of Music") (Instrumental introduktion)
2. "Light Years"
3. "Speakerphone"
4. "Come into My World"
5. "In Your Eyes"
6. Medley:
  - "Shocked" (indeholder uddrag fra "Do You Dare?", "It's No Secret", "Give Me Just a Little More Time", "Keep on Pumpin' It" og "What Kind of Fool (Heard All That Before)")
  - "What Do I Have to Do?" (inneholder utdrag fra "I'm Over Dreaming (Over You)")
  - "Spinning Around"
7. "Better than Today" (ny sang og fremtidig single fra hendes næste album Aphrodite)
8. "Like a Drug"
9. "Can't Get You Out of My Head" (indeholder elementer af "Blue Monday" med uddrag fra "Boombox")
10. "Slow"
11. "2 Hearts"
12. "Red Blooded Woman" (indeholder uddrag fra "Where the Wild Roses Grow")
13. "Heart Beat Rock" (indeholder elementer af "Nu-di-ty" og "Slow") (Dance Interlude)
14. "Wow"
15. "White Diamond Theme"
16. "White Diamond" (Balladeversion)
17. "Confide in Me"
18. "I Believe in You" (Balladeversion)
19. "Burning Up" (indeholder uddrag fra "Vogue")
20. "The Loco-Motion"
21. "Kids"
22. "In My Arms"

Ekstranummer
1. "Better the Devil You Know" (indeholder elementer af "So Now Goodbye")
2. "The One"
3. "Love at First Sight"

## Turnedatoer
| Dato               | By            | Land   | Sted                  |
| ------------------ | ------------- | ------ | --------------------- |
| Nord-Amerika       |               |        |                       |
| 30. september 2009 | Oakland       | USA    | Fox Oakland Theatre   |
| 1. oktober 2009    | Oakland       | USA    | Fox Oakland Theatre   |
| 3. oktober 2009    | Las Vegas     | USA    | Pearl Concert Theater |
| 4. oktober 2009    | Los Angeles   | USA    | Hollywood Bowl        |
| 7. oktober 2009    | Chicago       | USA    | UIC Pavilion          |
| 9. oktober 2009    | Toronto       | Canada | Air Canada Centre     |
| 11. oktober 2009   | New York City | USA    | Hammerstein Ballroom  |
| 12. oktober 2009   | New York City | USA    | Hammerstein Ballroom  |
| 13. oktober 2009   | New York City | USA    | Hammerstein Ballroom  |